# Čatyr-Dah
Il Čatyr-Dah (in ucraino Чатир-Даг?; in russo Чатыр-Даг?, Čatyr-Dag, in tataro di Crimea: Çatır Dağ e in greco antico:Τραπεζοῦς, traslitterato Trapezoys) è un massiccio di rocce calcaree situata nella penisola di Crimea, tra Sinferopoli e Alušta, e raggiunge un'altitudine massima di 1 527 metri. Il suo nome in tataro significa monte-tenda.
Il massiccio, di forma vagamente rettangolare si estende da nord a sud ad occidente delle valli che portano da Sinferopoli ad Alušta. Presenta numerose formazioni carsiche quali doline, inghiottitoi e grotte, tra cui la rinomata Grotta di marmo annoverata tra le sette meraviglie naturali dell'Ucraina.
Morfologicamente il massiccio è caratterizzato da due altipiani: il primo, più ampio, nella parte settentrionale a quote di circa 1.000 m, e il secondo, di dimensioni più contenute, nella parte meridionale ad una quota di circa 1.500 m. L'altopiano settentrionale è ben delimitato a sud dalle balze che conducono all'altopiano superiore e a sud-ovest e ad est dalle scarpate che scendono rispettivamente verso il bacino dell'Alma e la valle dell'Angara, mentre a nord e nord-ovest l'altopiano degrada più docilmente verso l'abitato di Zarične poco a sud-est di Sinferopoli. L'altopiano superiore ha una peculiare forma a ciotola lungo il cui bordo si dispongono tutte le vette più elevate; verso l'esterno è delimitato da pareti scoscese: ad est e ovest si tratta del proseguimento delle scarpate dell'altopiano inferiore, mentre a sud la parete è tratti quasi verticale e domina la valle dell'Ulu-Uzen che conduce ad Alušta.
La vegetazione è varia: nell'altopiano inferiore i gradoni settentrionali sono per lo più ricoperti da erbe di steppa mentre tassi ricoprono le scarpate orientali e faggeti, frammisti a radure con ginepri, caratterizzano la parte meridionale verso l'altopiano superiore che presenta tipici prati alpini.
Il massiccio è un'attrazione turistica non solo per la presenza di grotte ma anche per i numerosi percorsi di trekking, specie nell'altopiano inferiore, e per le vie di scalata che diventano particolarmente impegnativa sulla parete meridionale. Dal 1980 l'altopiano superiore, gran parte dell'inferiore e tutto il sistema di grotte sono aree protette classificate come parco nazionale.